# Lagouarde
Lagouarde est une ancienne commune du Gers. En 1821, elle est rattachée, avec Mazères-Campeils, à la commune de Lartigue.

## Géographie

### Localisation
Lagouarde se situe en Gascogne, dans l'Astarac, au sein de la commune de Lartigue.

## Toponymie
La municipalité est aussi mentionnée sous les noms de La Garde Propre (1793) et Gouarde (1801).

## Histoire
La commune faisait partie du canton de Saramon. En 1821, Lagouarde est fusionnée au sein de la commune de Lartigue. En 2014, Lartigue est transférée au canton d'Astarac-Gimone.

## Population et société

### Démographie
| 1793 | 1800 | 1806 | 1821 |
| ---- | ---- | ---- | ---- |
| 145  | 121  | 128  | 174  |